# Саркони
Сарко̀ни (на италиански: Sarconi, на местен диалект Sarcùni, Саркуни) е село и община в Южна Италия, провинция Потенца, регион Базиликата. Разположено е на 636 m надморска височина. Населението на общината е 1392 души (към 2010 г.).